# Skulpturenweg Rodalben
Der Skulpturenweg Rodalben in Rodalben, Landkreis Südwestpfalz, ist ein Teilstück des Skulpturenwegs Rheinland-Pfalz.

## Projektbeschreibung
Die Förderung des Landes Rheinland-Pfalz von Kunstprojekten im öffentlichen Raum führte 1995 mit einem internationalen Bildhauersymposium zur Entstehung des Skulpturenwegs. Der Rundgang zu allen Werken ist etwa 2,5 km lang.

## Künstler und Werke
| Bild | Künstler / Künstlerin | Titel               |
| ---- | --------------------- | ------------------- |
|      | Christoph Mancke      | Segel               |
|      | André Jaquet          | Sonnenstein         |
|      | Ljubo de Karina       | Das Paar            |
|      | Willi Bauer           | König und Königin   |
|      | Karl-Heinz Deutsch    | Beilkopf            |
|      | Rotraud Hofmann       | Veränderung         |
|      | Isabelle Federkeil    | Geräusch der Stille |
|      | Jean-Marc Tournois    | Rätsel              |